# Горас Парнелл Таттл
Горас Парнелл Таттл (Туттль, англ. Horace Parnell Tuttle; 24 березня 1837, Ньюфілд, США — 1 серпня 1923, Вашингтон (округ Колумбія)) був американським астрономом.

## Біографія
У 1857 Таттл став асистентом в обсерваторії Гарвардського коледжу. Він виявив кілька комет і був співвідкривачем комет Свіфта — Таттла (родоначальниця метеорного потоку Персеїди) і Темпеля — Таттла (родоначальниця метеорного потоку Леоніди). При цьому його підтримував Асаф Голл, який розраховував орбіти небесних тіл. Крім того, Таттл виявив астероїди 66 Мая і 73 Клітія.
У 1862 році він покинув Гарвард, щоб 9 місяців брати участь у громадянській війні, де він служив скарбником. Згодом він був зайнятий у ВМФ США і взяв участь у кількох географічних місіях.
З 1884 року він знову продовжив діяльність як астроном і працював в Американській військово-морської обсерваторії у Вашингтоні.